# The Ultimate Collection (album Whitney Houston)
The Ultimate Collection – kompilacja największych przebojów Whitney Houston wydana 3 grudnia 2007 roku. Album zawiera takie przeboje jak "I Will Always Love You", "My Love Is Your Love" czy "I’m Your Baby Tonight".

## Lista utworów
1. I Will Always Love You
2. Saving All My Love for You
3. Greatest Love of All
4. One Moment in Time
5. I Wanna Dance with Somebody
6. How Will I Know
7. So Emotional
8. When You Believe (feat. Mariah Carey)
9. Where Do Broken Hearts Go
10. I'm Your Baby Tonight
11. Didn't We Almost Have It All
12. Run to You
13. Exhale (Shoop Shoop)
14. If I Told You That – George Michael
15. I Have Nothing
16. I'm Every Woman
17. It's Not Right But It's OK
18. My Love Is Your Love